# Ivyland
Ivyland è una borough degli Stati Uniti d'America, nella contea di Bucks nello Stato della Pennsylvania. Secondo il censimento del 2010 la popolazione è di 1.041 abitanti.

## Società

### Evoluzione demografica
La composizione etnica vede una maggioranza di quella bianca (95,53%), seguita dagli asiatici (2,85%) dati del 2000.
| borough di Ivyland Popolazione |       |
| 2000                           | 492   |
| 2010                           | 1.041 |